# Max Vasmer

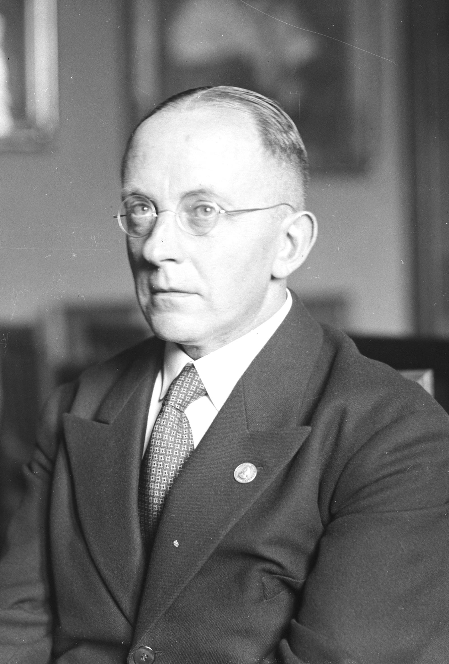
Vasmer rond 1934

Max Vasmer (Russisch: Максимилиан Романович Фасмер, Maximilian Romanovitsj Fasmer) (Sint-Petersburg, 28 februari 1886 - West-Berlijn, 30 november 1962) was een in Rusland geboren Duits taalkundige, die de problemen van de etymologie van Indo-Europese, Fins-Oegrische en Turkse talen bestudeerde en werkte aan de geschiedenis van Slavische, Baltische, Iraanse en Fin-Oegrische volkeren in Oost-Europa.
Vasmer was een kind van Duitse ouders. Hij studeerde af aan de Universiteit van Sint-Petersburg in 1907. Vanaf 1910 gaf hij les als professor aan deze universiteit. Tijdens de Russische Burgeroorlog werkte hij aan universiteiten in Saratov en Derpt. In 1921 ging hij in Leipzig wonen, maar later vertrok hij naar Berlijn. Van 1937 tot 1938 gaf hij colleges aan de Columbia-universiteit in New York. Hier startte hij met het werk aan zijn magnum opus: het Etymologisch woordenboek van de Russische taal. In 1944 werd zijn huis in Berlijn gebombardeerd, waarbij het grootste deel van zijn documenten verloren ging. Desondanks zette hij door en wist uiteindelijk zijn werk gepubliceerd te krijgen door de Universiteit van Heidelberg. Het verscheen in vier delen van 1950 tot 1958 onder de naam Russisches Etymologisches Wörterbuch. 
Van 1964 tot 1973 werd de Russische vertaling van Vasmers woordenboek - met uitgebreide commentaren - gepubliceerd door Oleg Troebatsjov. Het is het meest toonaangevende werk voor de etymologie van Slavische talen tot nu toe. De Russische versie is beschikbaar op de website Tower of Babel van Sergej Starostin.